# Luigi Leoni
Luigi Leoni (Casperia, 6 maggio 1935 – Roma, 20 dicembre 2024) è stato un attore italiano.

## Biografia
Dopo essersi iscritto e aver frequentato per breve tempo l'Actors Studio, frequentò l'accademia teatrale di Pietro Sharoff. Debuttò nel cinema intorno alla fine degli anni cinquanta, recitando parti minori in film diretti da famosi registi come Luigi Zampa, Federico Fellini e Pier Paolo Pasolini.
È noto anche per l'interpretazione del maestro della scuola di Pinocchio nello sceneggiato televisivo Le avventure di Pinocchio di Luigi Comencini.
È apparso anche in un episodio della serie televisiva Il maresciallo Rocca (1996), realizzata da Giorgio Capitani e Lodovico Gasparini, e nella quarta edizione (2010) del varietà di Rai 1 I migliori anni, nel quale interpreta, al fianco di Nino Frassica, il comico-ballerino Igiul.

## Filmografia

### Cinema
- Ladro lui, ladra lei, regia di Luigi Zampa (1958)
- Il vedovo, regia di Dino Risi (1959)
- Il mattatore, regia di Dino Risi (1959)
- Gastone, regia di Mario Bonnard (1960)
- Il vigile, regia di Luigi Zampa (1960)
- Gli anni ruggenti, regia di Luigi Zampa (1962)
- L'ajo nell'imbarazzo, regia di Vasco Ugo Finni (1963)
- 8½, regia di Federico Fellini (1963)
- Frenesia dell'estate, regia di Luigi Zampa (1964)
- Pochi ma buoni, episodio di Queste pazze, pazze donne, regia di Marino Girolami (1964)
- Il morbidone, regia di Massimo Franciosa (1965)
- Con rispetto parlando, regia di Marcello Ciorciolini (1965)
- La mandragola, regia di Alberto Lattuada (1965)
- Il colpo del leone, episodio di Su e giù, regia di Mino Guerrini (1965)
- Modesty Blaise - La bellissima che uccide (Modesty Blaise), regia di Joseph Losey (1966)
- La bisbetica domata (The Taming of the Shrew), regia di Franco Zeffirelli (1967)
- Il fischio al naso, regia di Ugo Tognazzi (1967)
- La Terra vista dalla Luna, episodio di Le streghe, regia di Pier Paolo Pasolini (1967)
- Donne... botte e bersaglieri, regia di Ruggero Deodato (1968)
- Fellini Satyricon, regia di Federico Fellini (1968)
- Zenabel, regia di Ruggero Deodato (1969)
- I clowns, regia di Federico Fellini (1970)
- L'inafferrabile invincibile Mr. Invisibile, regia di Antonio Margheriti (1970)
- Roma bene, regia di Carlo Lizzani (1971)
- Giovannona Coscialunga disonorata con onore, regia di Sergio Martino (1973)
- Tutti per uno botte per tutti, regia di Bruno Corbucci (1973)
- Permettete signora che ami vostra figlia?, regia di Gian Luigi Polidoro (1974)
- Sesso in testa, regia di Sergio Ammirata (1974)
- Scusi Eminenza... posso sposarmi?, regia di Salvatore Bugnatelli (1975)
- Il Casanova di Federico Fellini, regia di Federico Fellini (1976)
- Ride bene... chi ride ultimo (episodio: Sedotto e violentato), regia di Pino Caruso (1977)
- Zucchero, miele e peperoncino, regia di Sergio Martino (1980)
- Cornetti alla crema, regia di Sergio Martino (1981)
- Pierino la peste alla riscossa!, regia di Umberto Lenzi (1982)
- Occhio, malocchio, prezzemolo e finocchio, regia di Sergio Martino (1983)
- Se tutto va bene siamo rovinati, regia di Sergio Martino (1984)
- Ginger e Fred, regia di Federico Fellini (1985)
- Il nome della rosa (Le nom de la rose), regia di Jean-Jacques Annaud (1986)
- Kinski Paganini, regia di Klaus Kinski (1988)
- Sulle ali della follia, regia di A. Baiocco (1988)

### Televisione
- Le avventure di Pinocchio, regia di Luigi Comencini (1972)
- Il maresciallo Rocca – serie TV, episodio 1x03 (1996)
- Il papa buono, regia di Ricky Tognazzi – miniserie TV (2003)